# 宋彬彬

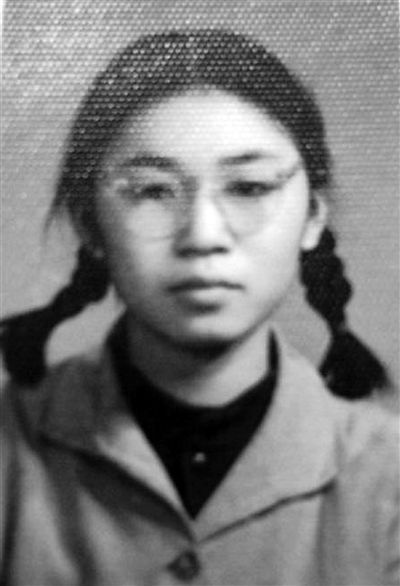
宋彬彬

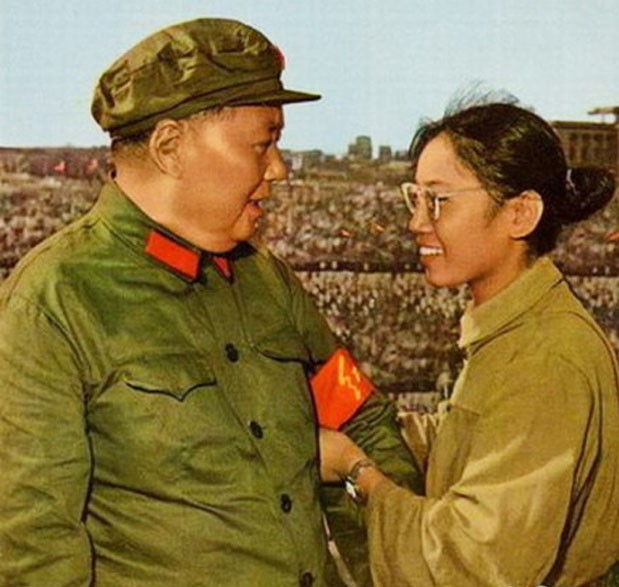
毛沢東の左腕に「紅衛兵」と書かれた腕章を巻く宋彬彬。

宋 彬彬（そう ひんひん、ソン・ビンビン、拼音: Sòng Bīnbīn、1947年または1949年 - 2024年9月16日）は、文化大革命（文革）期の中華人民共和国において紅衛兵の最高幹部を務めた女性。別名は宋 要武（そう ようぶ、ソン・ヤオウー、拼音: Sòng Yāowŭ）。
高校時代に、他の生徒とともに自分の学校の副校長卞仲耘（べん ちゅううん）を死亡するまで木の棒で殴打したことで知られている。

## 人物略歴

1966年8月18日、天安門広場で紅衛兵に接見する毛沢東。「紅衛兵」と書かれた左腕の腕章は宋彬彬が巻いたものである。

宋彬彬は中華人民共和国の建国を指導した八大元老の一人である宋任窮の娘として生まれ、1966年には在籍していた北京の女学校にて急進的な紅衛兵らの最高幹部となっていた。紅衛兵は、毛沢東への献身を示すために中国の制度的枠組みを打倒すべく行動した。宋は北京師範大学附属女子中学（現・北京師範大学附属実験中学）で造反を起こした。新聞の報道によれば、彼女は1966年8月1日に教頭の卞仲耘を死亡するまで木の棒で殴打した。卞は文革で最初に殺害された教員となり、彼女の殺害は紅衛兵によるさらなる殺人を呼び、ついには天安門広場に百万人超の紅衛兵が詰めかける中、宋が毛沢東の腕に赤い腕章を巻くという有名な出来事が起こった。その光景は撮影されて「赤い八月」を引き起こす有名な写真となった。
文革終了後、宋はアメリカ合衆国へ留学してマサチューセッツ工科大学で博士号を取得し、マサチューセッツ州環境保護局での勤務を経て、2003年に中国へ帰国した。2014年、彼女は文革期に紅衛兵として行なった活動について「謝罪」している。

なお、リンチを受けた卞仲耘の夫、王晶垚は宋彬彬の「謝罪」について、次のような声明文を発表し、激しく反駁している。
卞仲耘同志が亡くなって既に48年が経過した。しかし、『八五事件』（卞が死亡したのが8月5日）の首謀者と実行犯は、今も法の外にいて、真相は依然として意図的に覆い隠されたままだ。
2014年1月12日。宋彬彬、劉進の2人は、「阻止できなかった」「守れなかった」「基本的な憲法の常識と法律知識の欠如」を理由に『八五事件』で負うべき責任から逃れた。
これを前提にし、卞仲耘同志とその他『八五事件』で滅多打ちにした学校指導者とその遺族に虚偽の謝罪を行った。
卞仲耘同志の古い戦友、夫として、私はここに声明を発表する。
1:師範大女子附属中学の紅衛兵は、卞仲耘同志を惨殺した犯人である
2:師範大女子附属中学の紅衛兵は、卞仲耘同志の治療をする事はなかった

3:『八五事件』の真相が世間に明らかになるまでは、私は紅衛兵の虚偽の謝罪は受けない
2024年9月16日、ニューヨークで死去。享年77。